# Wittenheim
Wittenheim es una localidad y comuna francesa, situada en el departamento de Alto Rin de la región de Alsacia.
Wittenheim forma parte de la aglomeración urbana de Mulhouse, la capital del departamento, en el entorno de un paisaje marcado por antiguas explotaciones mineras de potasa.

## Historia
El pasado de Wittenheim remonta al neolítico como atestiguan los restos de asentamientos humanos de la época descubiertos a principios del siglo XX posteriormente poblados por celtas y romanos. Un documento del año 829 menciona la villa de Witahhaim. Durante la Edad Media feudal, el castillo de Wittenheim fue la residencia de los señores de Wittenheim, pasando a ser propiedad de los señores de Andlau en el 1419 hasta su destrucción por las fuerzas suecas y abandono tras la Guerra de los Treinta Años. Desde el siglo XII, fue también núcleo de varias comunidades religiosas instaladas en el convento de Schoenensteinbach, desalojado durante la Revolución francesa, o el femenino de Sainte-Marie de Steinbach.
La industria textil, con la fundación de las manufacturas Kullman, representó el desarrollo de la villa durante la Revolución industrial en la segunda mitad del siglo XIX.
En 1904, Amélie Zurcher descubrió varios yacimientos de potasa cuya posterior explotación desarrollaría una floreciente industria minera que transformó el paisaje del entorno de la villa. Durante la Segunda Guerra Mundial, Wittenheim fue escenario de enfrentamientos que dañaron algunos edificios de valor como la iglesia de Sainte-Marie, siendo ocupada tras combates por las fuerzas estadounideneses entre el 31 de enero y el 2 de febrero de 1945. Desde entonces, el impulso de las tradicionales industrias textiles y mineras, que entraron no obstante en decadencia durante los años 1970, favorecieron el desarrollo demográfico hasta convertirla en la cuarta localidad del departamento.

## Demografía
| 941 | 1 017 | 1 034 | 1 209 | 1 381 | 1 374 | 1 410 | 1 414 | 1 401 | 1 420 | 1 354 | 1 343 | 1 238 | 1 251 | 1 155 | 1 194 | 1 491 | 1 941 | 2 095 | 2 270 | 3 640 | 4 547 | 7 053 | 6 189 | 6 156 | 8 599 | 9 259 | 10 055 | 12 562 | 13 380 | 14 324 | 15 026 | 14 451 |
| Para los censos de 1962 a 1999 la población legal corresponde a la población sin duplicidades (Fuente: INSEE [Consultar]) |       |       |       |       |       |       |       |       |       |       |       |       |       |       |       |       |       |       |       |       |       |       |       |       |       |       |        |        |        |        |        |        |

## Patrimonio
- Iglesia Sainte-Marie de Wittenheim-centre
- Iglesia Sainte-Barbe
- Mina de Théodore
- Vestigios del convento de Schoenensteinbach
- Vestigios romanos en la place Thiers.
- Castillo feudal de Rebberg.
- Bosque de Nonnenbruch